# Macramé

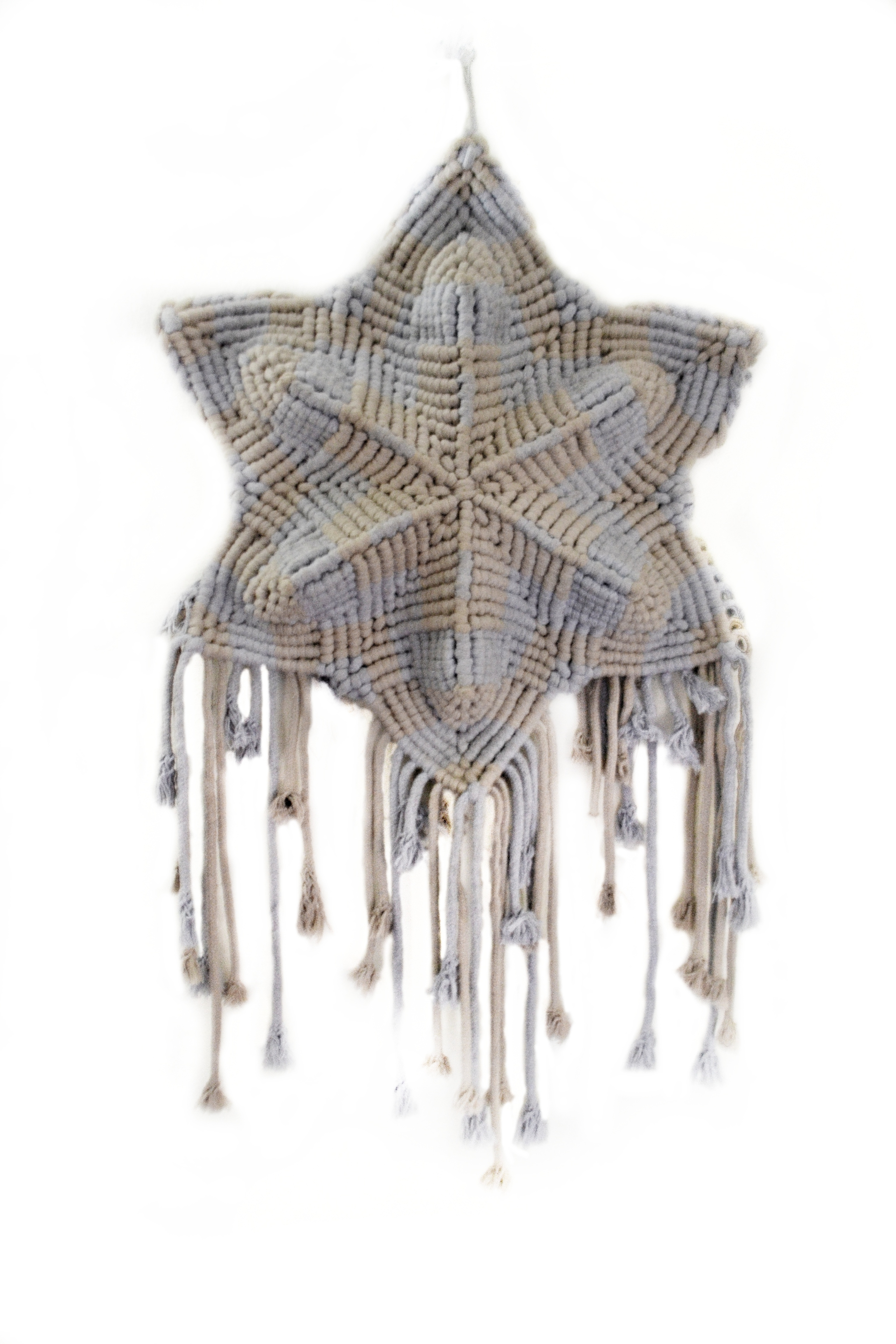
Detalle de un macramé cavandoli

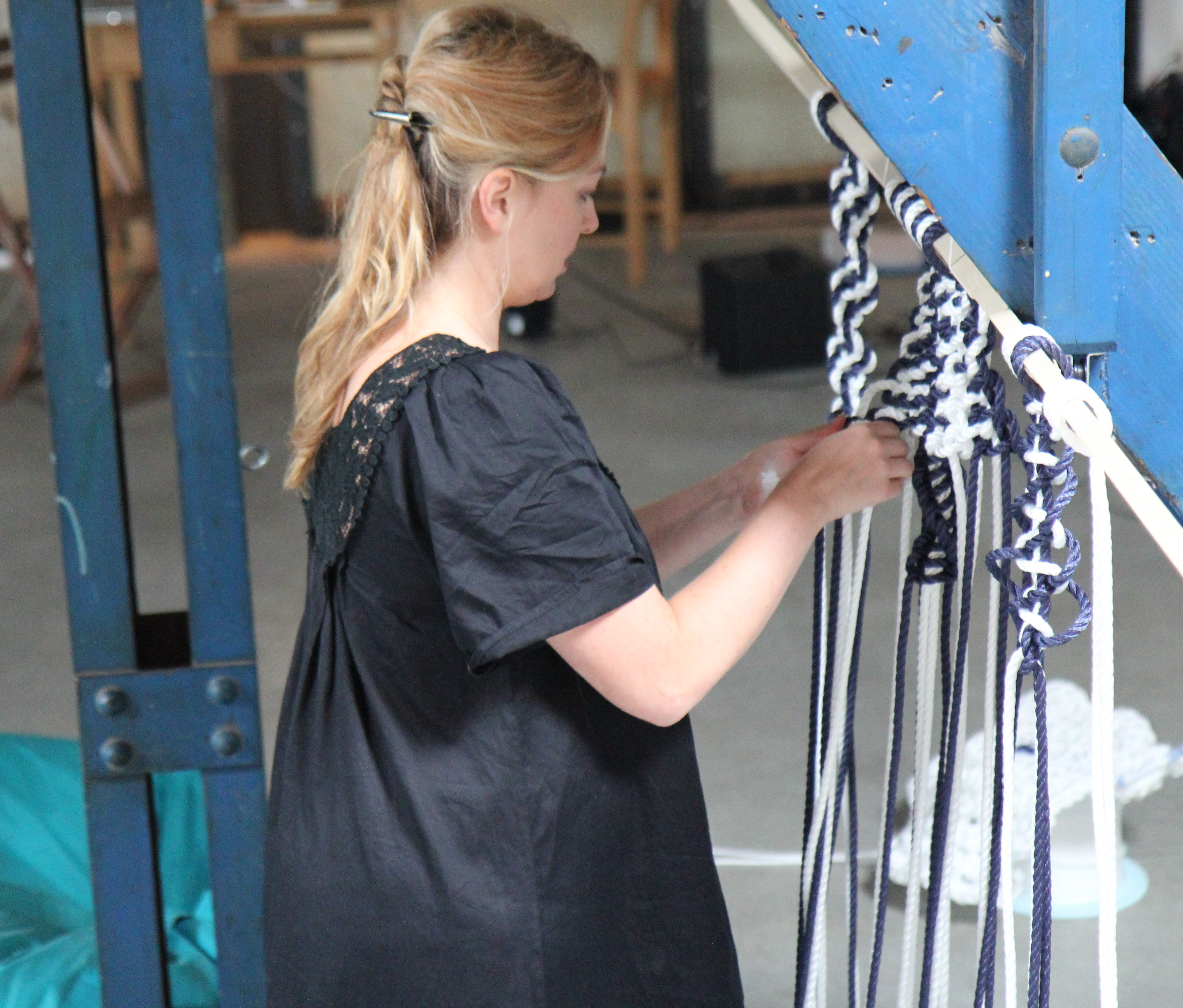
Muestra.

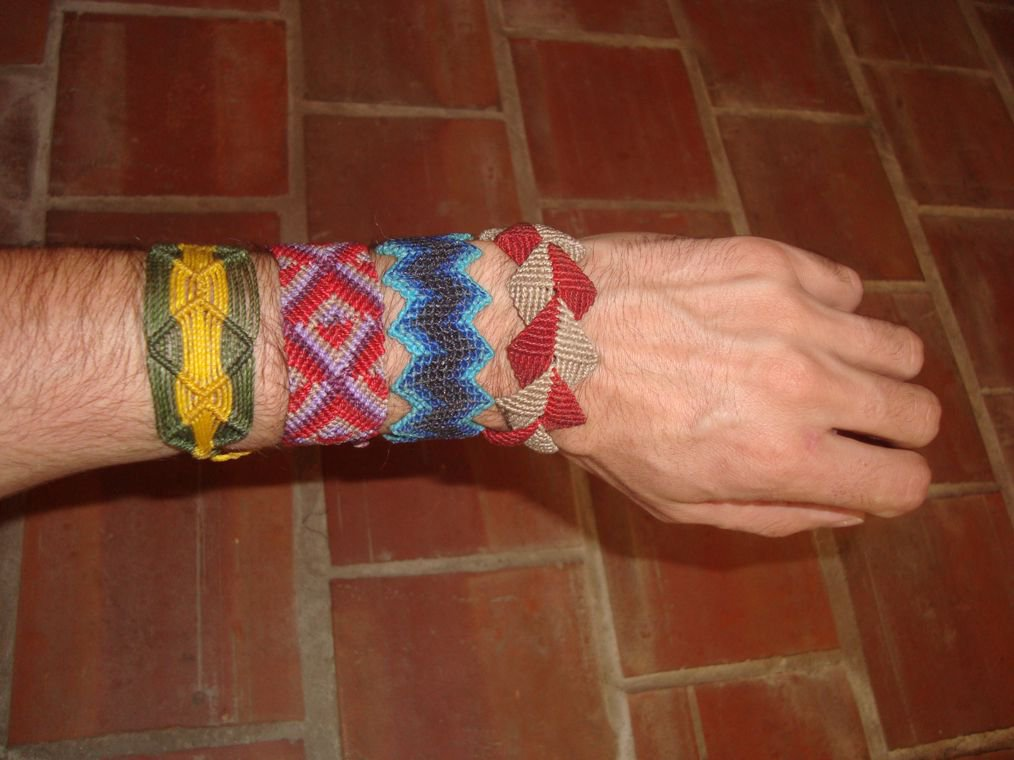
Pulseras elaboradas a partir de hilo sintético encerado con la técnica de nudos macramé por un artesano de Tobati (Paraguay).

Se denomina macramé a la técnica de crear tejidos usando nudos decorativos. Macramé es una palabra de origen turco que significa nudo, y que a su vez deriva de la palabra turca makrama. Esta tiene su origen en la palabra persa mikrama con el mismo significado.  
Es un arte muy antiguo, en el que solo se utilizan las manos para ejecutarlo. Pueblos como los persas y los asirios (2300 a. C.) poseían gran maestría y utilizaban el Macramé con el fin de decorar con hilos anudados los bordes de los tapetes. Más tarde, los árabes lo llevaron a Europa y posteriormente los europeos a América. Las típicas hamacas de nudos caribeñas se confeccionaban con esta técnica.
El macramé tiene tres nudos básicos: el medio nudo, nudo plano (o cuadrado), nudo cote (festón o cavandoli). A partir de estos nudos se pueden hacer más de 50 variaciones diferentes.
Los materiales necesarios para hacer un trabajo de macramé son el hilo (ya sea algodón, yute, lino, seda, fibras sintéticas u otras fibras naturales) y una superficie en la que sujetar la labor (normalmente, una barra de madera). Cualquier hilo de fuerte consistencia es adecuado para realizar labores de macramé, no obstante la elección del mismo queda determinada por la obra a realizar. Los hilos más utilizados suelen ser de algodón o seda. 

## Galería
|                                                  |
| Nudo macramé: nudo de clavo, lazo a la izquierda |

|                             |
| Barco de macramé decorativo |

|                                      |
| Macramé decorativo de algodón y seda |